# Аффинная кривизна
Аффинная кривизна — дифференциальная характеристика кривой, инвариантная относительно эквиаффинных преобразований (то есть аффинных преобразований, сохраняющих площадь). Для параметрически заданной плоской кривой аффинная кривизна определяется таким уравнением:
{\displaystyle F[x,y]={\frac {x''y'''-x'''y''}{(x'y''-x''y')^{5/3}}}-{\frac {1}{2}}\left[{\frac {1}{(x'y''-x''y')^{2/3}}}\right]''}